# عمر المالكي
عمر محمد راشد المالكي (ولد في 4 يناير 1994 في عمان) لاعب كرة قدم عماني دولي يجيد اللعب في مركز الوسط المهاجم وبدرجة أقل الوسط المحوري. يلعب حاليا لصالح الرفاع في الدوري البحريني الممتاز منذ 2022.

## المسيرة الرياضية

### الأندية
بدأ المالكي مسيرته الرياضية في الشباب. في موسمه الأول 2012-2013 وفي بطولة الدوري العماني ساهم في احتلال فريقه المركز الثامن برصيد 33 نقطة من 26 مباراة بفارق خمس نقاط عن منطقة الهبوط. وفي بطولة كأس السلطان خرج من الدور الربع النهائي بعد خسارة فريقه من السويق بركلات الترجيح. وفي بطولة كأس الاتحاد العماني خرج فريقه من دور المجموعات بعدما تذيل المجموعة الرابعة برصيد أربع نقاط من أربع مباريات. وفي بطولة كأس الخليج للأندية خرج فريقه من دور المجموعات بعدما تذيل المجموعة الثالثة برصيد ثلاث نقاط من أربع مباريات.
في موسمه الثاني 2013-2014 وفي بطولة الدوري العماني ساهم في احتلال فريقه المركز العاشر برصيد 34 نقطة من 26 مباراة بفارق ست نقاط عن منطقة الهبوط. وفي بطولة كأس السلطان ساهم في وصول فريقه إلى الدور الثمن النهائي عندما خسر من ظفار 0-4. وفي بطولة كأس المحترفين العماني خرج فريقه من دور المجموعات بعدما احتل المركز الثالث قبل الأخير في المجموعة الثالثة برصيد خمس نقاط من ست مباريات.
في موسمه الثالث 2014-2015 وفي بطولة الدوري العماني ساهم في احتلال فريقه المركز العاشر برصيد 32 نقطة من 26 مباراة بفارق نقطة واحدة عن منطقة الهبوط. وفي بطولة كأس السلطان خرج فريقه من مباراته الأولى عندما خسر من صور 0-1 في دور32. وفي بطولة كأس المحترفين العماني ساهم في وصول فريقه إلى الدور النصف النهائي عندما خسر من فنجاء 0-1.
في موسمه الرابع 2015-2016 وفي بطولة الدوري العماني ساهم في احتلال فريقه المركز التاسع برصيد 31 نقطة من 26 مباراة بفارق نقطتين عن منطقة الهبوط. وفي بطولة كأس السلطان ساهم في وصول فريقه إلى الدور الثمن النهائي عندما خسر من صحم بركلات الترجيح. وفي بطولة كأس المحترفين العماني خرج فريقه من دور المجموعات بعدما احتل المركز الرابع الأخير في المجموعة الثانية برصيد ست نقاط من ست مباريات.
في موسمه الخامس 2016-2017 وفي بطولة الدوري العماني ساهم في احتلال فريقه المركز الثاني (الوصيف) برصيد 48 نقطة من 26 مباراة بفارق ثلاث نقاط عن البطل ظفار. وفي بطولة كأس السلطان ساهم في وصول فريقه إلى الدور الثمن النهائي عندما خسر من السلام 1-4. وفي بطولة كأس المحترفين العماني ساهم في فوز فريقه بالبطولة بعدما تغلب في المباراة النهائية على النهضة 2-1 وبذلك يحقق المالكي أولى بطولاته الشخصية.
في موسمه السادس 2017-2018 وفي بطولة الدوري العماني احتفظ فريقه بالمركز الثاني (الوصيف) برصيد 42 نقطة من 26 مباراة بفارق 21 نقطة عن البطل السويق. وفي بطولة كأس السلطان ساهم في وصول فريقه إلى الدور النصف النهائي عندما خسر من النصر 2-4 في مجموع المباراتين. وفي بطولة كأس المحترفين العماني ساهم في فوز فريقه بالبطولة للموسم الثاني على التوالي بعدما تغلب في المباراة النهائية على النهضة 2-1 وبذلك يحقق المالكي ثاني بطولاته الشخصية.
في 1 يوليو 2018 انتقل المالكي من الشباب إلى النصر العماني. في موسمه الأول 2018-2019 وفي بطولة الدوري العماني ساهم في احتلال فريقه المركز الثاني (الوصيف) برصيد 50 نقطة من 26 مباراة بفارق 16 نقطة عن البطل ظفار. وفي بطولة كأس السلطان خرج فريقه من مباراته الأولى عندما خسر من السيب 1-2 في دور32. وفي بطولة كأس المحترفين العماني خرج فريقه من مباراته الأولى عندما خسر من فريقه السابق الشباب بركلات الترجيح في دور32. وفي بطولة كأس السوبر العماني ساهم في فوز فريقه بالبطولة بعدما تغلب على السويق بركلات الترجيح ليحقق المالكي ثالث بطولاته الشخصية. وفي بطولة كأس الاتحاد الآسيوي خرج فريقه من الدور التمهيدي بعدما خسر من هلال القدس الفلسطيني 1-3 في مجموع المباراتين.
في 1 يوليو 2019 انتقل المالكي من النصر إلى ظفار العماني. في موسمه الأول 2019-2020 وفي بطولة الدوري العماني ساهم في احتلال فريقه المركز الثاني (الوصيف) برصيد 52 نقطة من 26 مباراة بفارق خمس نقاط عن البطل السيب. وفي بطولة كأس السلطان ساهم في فوز فريقه بالبطولة بعدما تغلب في المباراة النهائية على العروبة بركلات الترجيح ليخقق المالكي رابع بطولاته الشخصية. وفي بطولة كأس المحترفين العماني ساهم في وصول فريقه إلى المباراة النهائية بعدما تغلب في الدور النصف النهائي على السيب 1-0 ولكن ألغيت البطولة بسبب وفاة السلطان قابوس بن سعيد وانتشار جائحة كورونا. وفي بطولة كأس السوبر العماني ساهم في فوز فريقه بالبطولة بعدما تغلب على صور 4-0 ليحقق المالكي خامس بطولاته الشخصية. وفي بطولة كأس العرب للأندية الأبطال خرج فريقه من مباراته الأولى عندما خسر من مولودية الجزائر الجزائري 1-2 في مجموع المباراتين. وفي بطولة كأس الاتحاد الآسيوي ساهم في فوز فريقه على الجزيرة الأردني 1-0 ثم ألغيت البطولة من قبل الجهات التنظيمية لانتشار جائحة كورونا وكانت القرعة أوقعت ظفار في المجموعة الثالثة مع الجزيرة الأردني والرفاع البحريني والقادسية الكويتي.
في موسمه الثاني 2020-2021 وفي بطولة الدوري العماني ساهم في احتلال فريقه المركز الأول برصيد 26 نقطة من عشر مباريات ثم ألغيت البطولة بسبب انتشار جائحة كورونا. وفي بطولة كأس السلطان ساهم في فوز فريقه بالبطولة بعدما تغلب في المباراة النهائية على السويق 5-1 ليحقق المالكي سادس بطولاته الشخصية.
في موسمه الثالث والأخير 2021-2022 وفي بطولة الدوري العماني ساهم في احتلال فريقه المركز الثالث برصيد 48 نقطة من 26 مباراة بفارق سبع نقاط عن البطل السيب. وفي بطولة كأس السلطان ساهم في وصول فريقه إلى الدور النصف النهائي عندما خسر من الرستاق 2-3 في مجموع المباراتين.
في 1 يوليو 2022 انتقل المالكي من ظفار إلى الرفاع البحريني.

### المنتخبات
في 8 أغسطس 2016 شارك في أول مباراة دولية مع منتخب عمان وكانت أمام تركمانستان وديا وانتهت بفوز عمان 1-0. وفي 7 أكتوبر 2016 ساهم في تعادل عمان مع الأردن وديا 1-1 وفي 14 نوفمبر 2016 ساهم في فوز عمان على ميانمار 3-0 وديا. ثم انقطع عن المشاركات الدولية لمدة ست سنوات حتى تم استدعائه للمشاركة أمام نيوزيلندا وديا في 9 يونيو 2022 وانتهت بالتعادل السلبي.

## البطولات والإنجازات

### الشباب
- كأس المحترفين العماني (2): 2016-2017، 2017-2018

### النصر
- كأس السوبر العماني (1): 2018

### ظفار
- كأس السلطان (2): 2019-2020، 2020-2021
- كأس السوبر العماني (1): 2019

## روابط خارجية
- عمر المالكي على موقع قاعدة بيانات كرة القدم.إي يو (الإنجليزية)
- عمر المالكي على موقع ناشيونال فوتبول تيمز (الإنجليزية)
- عمر المالكي على موقع Soccerway.com (الإنجليزية)
- عمر المالكي على موقع 365scores (الإنجليزية)